# کامیل سوردز
کامیل سوردز (انگلیسی: Camille Surdez؛ زادهٔ ۱۳ ژانویهٔ ۱۹۹۸) بازیکن فوتبال اهل سوئیس است.
وی همچنین در تیم‌های ملی فوتبال Switzerland women's national under-17 football team, Switzerland women's national under-19 football team، و زنان سوئیس بازی کرده‌است.